# ING5
ING5 (англ. Inhibitor of growth family member 5) – білок, який кодується однойменним геном, розташованим у людей на короткому плечі 2-ї хромосоми.  Довжина поліпептидного ланцюга білка становить 240 амінокислот, а молекулярна маса — 27 751.
| 10         |  | 20         |  | 30         |  | 40         |  | 50         |
| ---------- |  | ---------- |  | ---------- |  | ---------- |  | ---------- |
| MATAMYLEHY |  | LDSIENLPCE |  | LQRNFQLMRE |  | LDQRTEDKKA |  | EIDILAAEYI |
| STVKTLSPDQ |  | RVERLQKIQN |  | AYSKCKEYSD |  | DKVQLAMQTY |  | EMVDKHIRRL |
| DADLARFEAD |  | LKDKMEGSDF |  | ESSGGRGLKK |  | GRGQKEKRGS |  | RGRGRRTSEE |
| DTPKKKKHKG |  | GSEFTDTILS |  | VHPSDVLDMP |  | VDPNEPTYCL |  | CHQVSYGEMI |
| GCDNPDCPIE |  | WFHFACVDLT |  | TKPKGKWFCP |  | RCVQEKRKKK |  |            |

A: Аланін

C: Цистеїн

D: Аспарагінова кислота

E: Глутамінова кислота

F: Фенілаланін

G: Гліцин

H: Гістидин

I: Ізолейцин

K: Лізин

L: Лейцин

M: Метіонін

N: Аспарагін

P: Пролін

Q: Глутамін

R: Аргінін

S: Серин

T: Треонін

V: Валін

W: Триптофан

Кодований геном білок за функціями належить до активаторів, регуляторів хроматину, фосфопротеїнів. 
Задіяний у таких біологічних процесах як транскрипція, регуляція транскрипції, ацетиляція, альтернативний сплайсинг. 
Білок має сайт для зв'язування з іонами металів, іоном цинку. 
Локалізований у ядрі.